# Unapologetic
Unapologetic je sedmi studijski album barbadoške pjevačice Rihanne. Izdan je 19. studenog 2012. u izdanju Def Jam Recordsa. Snimljen je između lipnja i studenog 2012., tijekom promocije njezinog šestog albuma, Talk That Talk (2011). Kao izvršna producentica, Rihanna je prijavila prethodne suradnike The-Dream, Davida Guettu, Chase & Status i Stargate-a da rade zajedno s novim suradnicima kao što su Parker Ighile, Mike Will Made-It i Labrinth. Unapologetic je prvenstveno pop i R&B album koji u svojoj produkciji uključuje elemente hip hopa, EDM-a, dubstepa i reggaea, sličnih zvukova njezinih prethodnih albuma Talk That Talk (2011) i Rated R (2009).
Unapologetic je dobio kritične kritike, dok su neki kritičari njegovu glazbu opisivali kao zanimljivu, dok su drugi kritizirali njezin slab lirski sadržaj i požurivali prirodu. Album je na svečanosti 2014. osvojio nagradu Grammy za najbolji urbani suvremeni album, dok je pjesma "Stay" nominirana za najbolji pop duo / grupnu izvedbu. Album je debitirao je na prvom mjestu američkog Billboard 200 s prvotjednom prodajom od 238.000 primjeraka, postavši Rihannin prvi album broj jedan na ljestvici i najprodavaniji debitantski tjedan u karijeri. Prema Međunarodnoj federaciji fonografske industrije (IFPI), to je deveti svjetski najprodavaniji album 2012. godine s prodajom od 2,3 milijuna primjeraka. Od prosinca 2014. Unapologetic je prodao više od četiri milijuna primjeraka širom svijeta.
Album je proizveo sedam singlova, uključujući međunarodne hitove "Diamonds" i "Stay". Prva se našla na prvom mjestu i britanske ljestvice singlova i američkog Billboard Hot 100, gdje je postala dvanaesta Rihannina pjesma broj jedan, povezujući je s Madonnom i The Supremesom za četvrtu pjesmu broj jedan u povijesti ljestvice. Prije objavljivanja, Rihanna je album promovirala turnejom "777 Tour" koja se sastojala od promotivne turneje od sedam dana na kojoj je u sedam dana izvodila po sedam koncerata svaki u drugom gradu Sjeverne Amerike i Europe. Kako bi dodatno promovirala album, Rihanna je započela svoju četvrtu svjetsku koncertnu turneju pod nazivom Diamonds World Tour. 

## Pozadina
U studenom 2011. Rihanna je objavila svoj šesti studijski album Talk That Talk. Album je ukorijenjen u pop-u, danceu i R&B-u, ali također je uključivao i niz drugih glazbenih žanrova kao što su hip hop, electro house, dancehall i dubstep, žanr koji je bio istaknut na njezinom četvrtom studijskom albumu Rated R (2009). Talk That Talk dobio je općenito pozitivne kritike suvremenih glazbenih kritičara nakon objavljivanja. To je bio komercijalni uspjeh i dosegnuo je prvih deset na preko dvadeset nacionalnih ljestvica, uključujući broj jedan na britanskoj ljestvici albuma i treći na američkom bilbordu 200. U ožujku 2012. Rihanna je otkrila da, iako još nije započela snimajući, počela je "raditi na novom zvuku" za svoj sedmi studijski album.

## Snimanje i produkcija
20. lipnja 2012., Rihanna je započela snimanje svog sedmog studijskog albuma, radeći s Nickyjem Romerom i Burnsom. Rihanna i Burns rezervirali su tri dana u studiju u Londonu dok je Rihanna nastupala na Hackney Weekendu Radija 1. Također je potvrđeno da je Rihanna radila s Ericom Bellingerom, Seanom Garrettom i Swedish House Mafijom na svom sedmom albumu. Dana 6. srpnja 2012., izvršni direktor tvrtke Def Jam br. I.D. otkrio da je počeo raditi s Rihannom na albumu rekavši "Idem sljedeći tjedan na otprilike tjedan dana". 10. srpnja 2012. britanski pjevač i producent Labrinth otkrio je za Capital FM da je radio s Rihannom na albumu. 17. srpnja 2012. objavljeno je da će Rihanna surađivati s R&B pjevačem Ne-Yoom i članom N-Dubza Fazerom. U intervjuu za Capital FM Ne-Yo je govorio o radu s Rihannom na albumu rekavši: "Upravo sam nedavno otišao raditi neke stvari za Rihannu, znate. Ona je trenutno najzaposlenija žena u showbizu. U procesu je pripremajući novi album dok razgovaramo, ušao sam u suradnju sa Stargateom i Davidom Guettom te još nekoliko ljudi za taj projekt.
Sean Garrett potvrdio je u srpnju 2012. da je bio u studiju s francuskim DJ-em Davidom Guettom koji je radio na Rihanninom albumu rekavši: "Nedavno sam bio u studiju s Davidom i radio neke stvari za Rihannu. Inspiraciju pronalazi u stvarima koje mi se ne sviđaju, a ja sam uzbuđena zbog stvari koje on ne voli. Želi biti urbaniji, a ja želim biti internacionalniji, pa se međusobno forsiramo, pokušavam pomoći Rihanni. Naporno radi i u redu je pisati nekome koji je tako otvorenog uma." 21. kolovoza 2012. američki tekstopisac Claude Kelly rekao je da je napisao pjesme za Rihannu dok je ona nastupala u Londonu. Kelly je govorio o pjesmama koje je napisao za Rihannu rekavši: "Rihanna je u ovom trenutku svjetska zvijezda i sada nastupa na stadionima i arenama, pa sam želio pjesme koje odražavaju njezinu publiku, dok sam bila u Londonu, ona je nastupala na festivalu pred oko 30 000 do 40 000 ljudi. Dakle, nisam želio male pjesme koje su radile samo na radiju, pa sam pokušao raditi himnične velike pjesme na temu stadiona."
Britanski R&B kantautor Angel 16. kolovoza 2012. izjavio je da je pisao za Rihannin album. Rekao je: "Volim pisati pjesme i dobro je prenijeti pjesme drugim umjetnicima. Prije nekoliko tjedana radio sam neke tekstove za Rihannu". U rujnu 2012. Ne-Yo je potvrdio da je sudjelovao u albumu rekavši: "Išao sam s njom u studio, znam da imam jednog ili dva na albumu koji ona definitivno čuva."

## Popis Pjesama
| Standardno izdanje | Standardno izdanje                          | Standardno izdanje | Standardno izdanje                          | Standardno izdanje | Standardno izdanje | Standardno izdanje | Standardno izdanje | Standardno izdanje | Standardno izdanje |
| Br.                | Skladba                                     | Tekstopisac | Producenti                                  | Trajanje           |                    |                    |                    |                    |                    |
| ------------------ | ------------------------------------------- | --- | ------------------------------------------- | ------------------ | ------------------ | ------------------ | ------------------ | ------------------ | ------------------ |
| 1.                 | »Phresh Out the Runway«                     | David Guetta ▪ Giorgio Tuinfort ▪ Terius Nash ▪ Robyn Fenty                                                                                                | Guetta ▪ Tuinfort ▪ Nash                    | 3:42               |                    |                    |                    |                    |                    |
| 2.                 | »Diamonds«                                  | Sia Furler ▪ Benjamin Levin ▪ Mikkel S. Eriksen ▪ Tor Erik Hermansen                                                                                       | Stargate ▪ Benny Blanco                     | 3:45               |                    |                    |                    |                    |                    |
| 3.                 | »Numb« (ft. Eminem)                         | Sam Dew ▪ Warren "Oak" Felder ▪ Andrew "Pop" Wansel ▪ Ronald "Flip" Colson ▪ Fenty ▪ Marshall Mathers ▪ Connie Mitchell ▪ Kanye West ▪ Aldrin Davis        | @Oakwud ▪ @Flippa123 ▪ @PopWansel           | 3:25               |                    |                    |                    |                    |                    |
| 4.                 | »Pour It Up«                                | Fenty ▪ Michael Williams ▪ Theron Thomas ▪ Timothy Thomas                                                                                                  | Fenty ▪ Mike Will Made-It ▪ J-Bo (co.)      | 2:41               |                    |                    |                    |                    |                    |
| 5.                 | »Loveeeeeee Song« (ft. Future)              | Nayvadius Wilburn ▪ Denisea "Blu June" Andrews ▪ Fenty | Luney Tunez ▪ Mex Manny ▪ Future            | 4:16               |                    |                    |                    |                    |                    |
| 6.                 | »Jump«                                      | Kevin Cossom ▪ M. B. Williams ▪ Eriksen ▪ Hermansen ▪ Saul Milton ▪ Will Kennard ▪ Elgin "Ginuwine" Lumpkin ▪ Stephen Garrett ▪ Timothy "Timbaland" Mosley | Stargate ▪ Chase & Status                   | 4:24               |                    |                    |                    |                    |                    |
| 7.                 | »Right Now« (ft David Guetta)               | Nash ▪ Fenty ▪ Guetta ▪ Eriksen ▪ Hermansen ▪ Shaffer Chimere Smith ▪ Tuinfort ▪ Nick Rotteveel ▪ Ester Dean                                               | Guetta ▪ Stargate ▪ Nicky Romero ▪ Tuinfort | 3:01               |                    |                    |                    |                    |                    |
| 8.                 | »What Now«                                  | Olivia Waithe ▪ Fenty ▪ Parker Ighile ▪ Nathan Cassells | Ighile ▪ Cassells (co.)                     | 4:03               |                    |                    |                    |                    |                    |
| 9.                 | »Stay« (ft Mikky Ekko)                      | Mikky Ekko ▪ Justin Parker ▪ Elof Loel | Ekko ▪ Loelv ▪ Parker                       | 4:00               |                    |                    |                    |                    |                    |
| 10.                | »Nobody's Business« (featuring Chris Brown) | Nash ▪ Fenty ▪ Carlos "Los" McKinney ▪ Michael Jackson | Nash ▪ Carlos "Los" McKinney                | 3:36               |                    |                    |                    |                    |                    |
| 11.                | »Love Without Tragedy / Mother Mary«        | Nash ▪ Fenty ▪ McKinney | Nash ▪ McKinney                             | 6:58               |                    |                    |                    |                    |                    |
| 12.                | »Get It Over With«                          | James Fauntleroy ▪ Fenty ▪ Brian Seals | Brian Kennedy                               | 3:31               |                    |                    |                    |                    |                    |
| 13.                | »No Love Allowed«                           | Sean "Elijah Blake" Fenton ▪ Fenty ▪ Alexander Izquierdo ▪ Ernest Wilson ▪ Steve Wyreman                                                                   | No ID                                       | 4:09               |                    |                    |                    |                    |                    |
| 14.                | »Lost in Paradise«                          | Dean ▪ Fenty ▪ Timothy McKenzie ▪ Eriksen ▪ Hermansen | Stargate ▪ Labrinth                         | 3:35               |                    |                    |                    |                    |                    |
| 60:00              |                                             | |                                             |                    |                    |                    |                    |                    |                    |

| 15. | »Half of Me«                               | Emeli Sandé ▪ Shahid Khan ▪ Eriksen ▪ Hermansen | Stargate ▪ Naughty Boy                                          | 3:12 |
| 16. | »Diamonds" (Dave Audé 100 Extended Mix)«   | Furler ▪ Levin ▪ Eriksen ▪ Hermansen            | Stargate ▪ Benny Blanco ▪ Audé (add.) ▪ Kemal Golden (add.)     | 5:03 |
| 17. | »Diamonds" (Gregor Salto Downtempo Remix)« | Furler ▪ Levin ▪ Eriksen ▪ Hermansen            | Stargate ▪ Benny Blanco ▪ Salto (add.) ▪ Tzvetin Todorov (add.) | 4:29 |

## Ljestvice
| Ljestvice                  | Najviša pozicija |
| -------------------------- | ---------------- |
| Australija                 | 1                |
| Belgija                    | 2                |
| Češka                      | 13               |
| Danska                     | 7                |
| Finska                     | 12               |
| Francuska                  | 3                |
| Grčka                      | 8                |
| Hrvatska                   | 4                |
| Italija                    | 7                |
| Japan                      | 11               |
| Kanada                     | 1                |
| Meksiko                    | 16               |
| Norveška                   | 1                |
| Novi Zeland                | 5                |
| Njemačka                   | 3                |
| Poljska                    | 4                |
| Portugal                   | 11               |
| Rusija                     | 9                |
| Sjedinjene Američke Države | 1                |
| Škotska                    | 3                |
| Španjolska                 | 9                |
| Švedska                    | 15               |
| Švicarska                  | 1                |
| Ujedinjeno Kraljevstvo     | 1                |

## Vanjske poveznice
- na Rihanna službene web stranice

1. ↑  Talk That Talk Reviews - Metacritic. web.archive.org. 16. ožujka 2014. Inačica izvorne stranice arhivirana 16. ožujka 2014. Pristupljeno 17. lipnja 2021.CS1 održavanje: bot: nepoznat status originalnog URL-a (link)
2. ↑  Rihanna does the Official Charts double!. web.archive.org. 13. ožujka 2013. Inačica izvorne stranice arhivirana 13. ožujka 2013. Pristupljeno 17. lipnja 2021.CS1 održavanje: bot: nepoznat status originalnog URL-a (link)
3. ↑  Michael Buble Bests Nickelback, Rihanna on Billboard 200 | Billboard. web.archive.org. 3. svibnja 2014. Inačica izvorne stranice arhivirana 3. svibnja 2014. Pristupljeno 17. lipnja 2021.CS1 održavanje: bot: nepoznat status originalnog URL-a (link)
4. ↑  Rap-Up.com || Rihanna on Katy Perry Collaboration: ‘It’s Gonna Happen’. web.archive.org. 15. prosinca 2012. Inačica izvorne stranice arhivirana 15. prosinca 2012. Pristupljeno 17. lipnja 2021.CS1 održavanje: bot: nepoznat status originalnog URL-a (link)
5. ↑  Rihanna's next producer Burns reveals new single 'Lies' | Gigwise. web.archive.org. 12. prosinca 2013. Inačica izvorne stranice arhivirana 12. prosinca 2013. Pristupljeno 17. lipnja 2021.CS1 održavanje: bot: nepoznat status originalnog URL-a (link)
6. ↑  Rap-Up.com || Rap-Up TV: No I.D. Talks Nas, Kanye West, and Rihanna Albums. web.archive.org. 3. studenoga 2013. Inačica izvorne stranice arhivirana 3. studenoga 2013. Pristupljeno 17. lipnja 2021.CS1 održavanje: bot: nepoznat status originalnog URL-a (link)
7. ↑  News | Rihanna Drafts Ne-Yo and Fazer for Seventh Album ? | Singersroom. web.archive.org. 26. svibnja 2013. Inačica izvorne stranice arhivirana 26. svibnja 2013. Pristupljeno 17. lipnja 2021.CS1 održavanje: bot: nepoznat status originalnog URL-a (link)
8. ↑  Rihanna's New Album Will Be Full Of "Anthemic Stadium Songs" - Capital FM. web.archive.org. 12. prosinca 2013. Inačica izvorne stranice arhivirana 12. prosinca 2013. Pristupljeno 17. lipnja 2021.CS1 održavanje: bot: nepoznat status originalnog URL-a (link)
9. ↑  Rap-Up.com || Rap-Up TV: Ne-Yo Blurs the Lines on ‘R.E.D.,’ Reunites with Rihanna. web.archive.org. 12. prosinca 2013. Inačica izvorne stranice arhivirana 12. prosinca 2013. Pristupljeno 17. lipnja 2021.CS1 održavanje: bot: nepoznat status originalnog URL-a (link)
10. ↑  Unapologetic. Wikipedia (engleski). 15. lipnja 2021. Pristupljeno 17. lipnja 2021.